# Камп Лејк (Висконсин)
Камп Лејк (енгл. Camp Lake) насељено је место без административног статуса у америчкој савезној држави Висконсин.

## Демографија
По попису из 2010. године број становника је 3.665, што је 410 (12,6%) становника више него 2000. године.
| Група             | 2000.         | 2010.         |
| Белци             | 3.121 (95,9%) | 3.396 (92,7%) |
| Афроамериканци    | 12 (0,4%)     | 13 (0,4%)     |
| Азијати           | 9 (0,3%)      | 17 (0,5%)     |
| Хиспаноамериканци | 92 (2,8%)     | 197 (5,4%)    |
| Укупно            | 3.255         | 3.665         |